# Pariphinotus escabrosus
Pariphinotus escabrosus är en kräftdjursart som först beskrevs av J. L. Barnard 1969.  Pariphinotus escabrosus ingår i släktet Pariphinotus och familjen Phliantidae. Inga underarter finns listade i Catalogue of Life.